# サミュエル・ロビンス・ブラウン
サミュエル・ロビンス・ブラウン（Samuel Robbins Brown、1810年6月16日-1880年6月20日）は、アメリカ・オランダ改革派教会から派遣された宣教師。イェール大学、ユニオン神学校卒業。モリソン記念学校で教鞭をとる。明六社会員。

## 生涯

### 初期
1810年6月16日に米国コネチカット州イーストウィンザーで、機械工のテモシー・ブラウンと賛美歌作者フィーベ・ブラウンの間に生まれた。3歳の時に一家はエリントンに移り、さらに8歳の時にマサチューセッツ州モンソンに移った。この頃より、母と一緒に会衆派の教会に出席して、モンソン・アカデミー（現・en:Wilbraham & Monson Academy）に入学した。18歳でモンソン・アカデミーを卒業して、アマースト大学に入学した。しかし、経済的理由で退学し、エール大学に入学し、1832年にエール大学を卒業後ニューヨークの聾唖学校で教えた。1835年に健康を害して聾唖学校を退職して、サウス・カロライナ州に移住して、コロンビア神学校とバアンヴィル・ヤングレディ・セミナリーで音楽を教えた。

### 献身

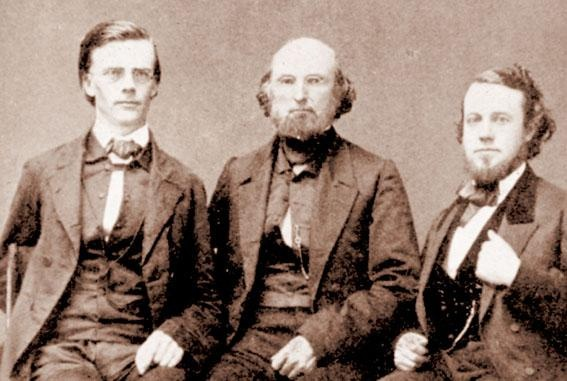
グイド・フルベッキ、サミュエル・ロビンス・ブラウン、ダン・B・シモンズ

1836年に長老派のユニオン神学校に入学した。1838年10月にユニオン神学校を卒業して、エリザベス・バートレットと結婚した。ロバート・モリソンを記念したモリソン記念学校の招きで、同年10月17日にモリソン号に乗り、翌1839年2月19日にマカオに到着する。そこで、同校の校長に任命された。最初の生徒は6人だった。1841年にテキストを作るためにシンガポールを訪れた。その際にヘボン博士夫妻に出会った。1842年のアヘン戦争の終結の際に、香港がイギリスに割譲されたので、1842年11月1日の校舎移転にともなってブラウンも香港に転居した。しかし、1847年1月2日に夫人の病気のために、三人の中国人生徒（容閎・黄寛・黄勝）と共にアメリカに帰国する。三人の生徒はマンソン・アカデミーに入学し、ブラウンはニューヨーク州ローマに新設されたローマ・アカデミー校長に就任した。校長と兼任して、1851年より、ニューヨーク州オワスコ・アウトレット・ビーチ教会の牧師に就任した。その教会には、メアリー・キダー、キャロライン・アドリアンス、後のフルベッキ夫人マリア・マンヨンがいた。また、1856年にオーバン神学校の神学生のグイド・フルベッキがブラウンの牧会をする教会に奉仕に来た。1855年のアメリカ最初の女子大学エルマイラ・カレッジの設立にも尽力した。

### 来日
1858年2月に再び、海外伝道に行く決心をして、1859年オランダ改革派教会の海外伝道局から、デュアン・シモンズ、フルベッキと共に日本派遣宣教師に選ばれて、5月7日にニューヨークから出発した。
1859年11月1日、ブラウンとシモンズは神奈川に上陸して、フルベッキは上海を経て、11月7日に上陸した。ブラウンは、先に成仏寺に間借りしていたジェームス・カーティス・ヘボンと共に、成仏寺の本堂を間借りし、日本語の学習と聖書の和訳を始めた。

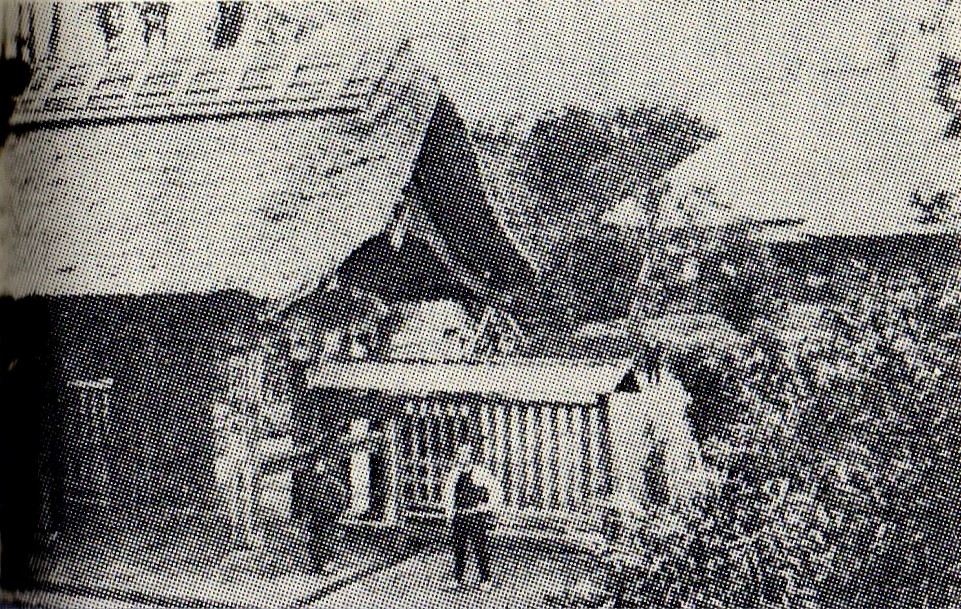
S・R・ブラウンとJ・C・ヘボンが最初に滞在した横浜の成仏寺

同年、日本語教師として矢野隆山を雇ったが、聖書和訳のためには能力不足と考え、キャロライン・アドリアンスに日本語教師にした。後に、矢野はジェームス・バラの日本語教師になり、最初のプロテスタント信者になった。
ブラウンは領事を通して、英語通訳養成のために、日本人青年のクラスを担当してほしいとの依頼を受けた。幕府が校舎を建てて、生徒の寄宿費用を支出して、毎日3時間ブラウンが英語を指導することになり、1862年に横浜英学所として運上所前の官舎で開校された。1862年9月にはイギリスの外交官アーネスト・サトウがブラウンを成仏寺に訪れており、ブラウンはサトウの日本語教師もしている。
1863年5月30日米国公使の命令により成仏寺を立ち退いて一時ヘボンの家に滞在した。後に、ブラウン一家は借家を月30ドルで借りて、聖書翻訳を続けた。1867年5月に自宅が火災で焼失したので、ブラウンは一時アメリカに帰国した。1866年には、大原令之助ら6名の薩摩藩第二次米国留学生を母校のモンソン・アカデミーに入学させた。

### 再来日
当時新潟駐在の英国代理領事であったラウダー（長女ジュリアの夫）から新潟県の英学校での教職の誘いを受けると、伝道局の許可を得て、また同局派遣の初代未婚女性宣教師メアリー・キダーを伴って、1869年8月に横浜に到着、10月に新潟に着任した。しかし、日曜日に自宅で聖書を教えたことが問題視され、翌1870年6月末日付で辞任、彼を師事した真木重遠、阿部欽次郎ら生徒6人を伴って新潟を去り、横浜の修文館の英語主任教師に就任した。
修文館はその後、私立同文社や藍謝堂（高島学校）を併合して、市中共立修文館と改称されるが、ブラウンはそれに先立つ1873年8月に3年の契約が切れ、修文館を去った。

### ブラウン塾

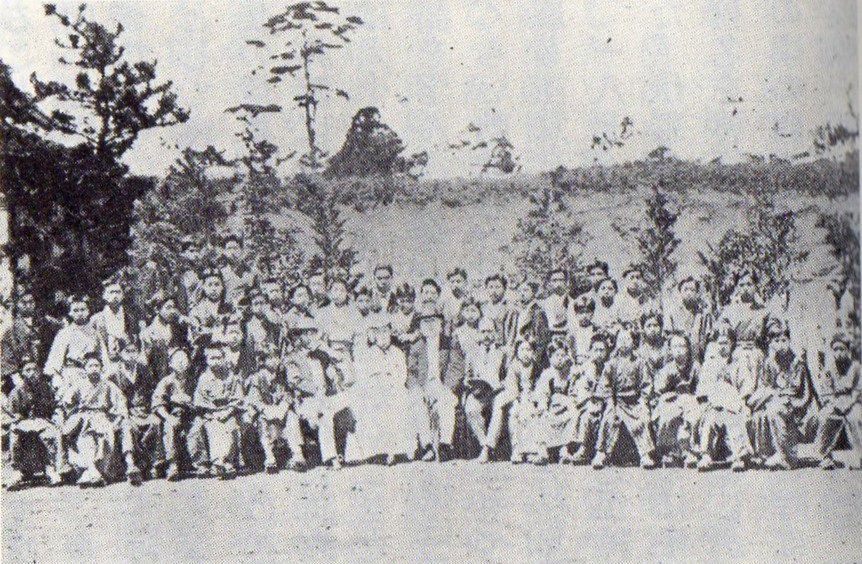
S・R・ブラウンと修文館の生徒たち

修文館の教え子の元桑名藩藩主松平定敬、養子の松平定教、家臣の駒井重格、元会津藩士井深梶之助らがブラウンの私塾の開設を懇願した。ブラウンは要請に応え、松平親子、駒井、井深らの助けによりブラウン塾を開校した。
ブラウン塾は1877年開学の東京一致神学校を経て1887年開学の明治学院に発展した。ブラウンは「一人のブラウンが伝道するよりも、十人のブラウンが伝道する方が良い。」「伝道は急務である。しかし無学な者が伝道するのは害がある」と述べた。教え子に横浜バンドの植村正久、押川方義、井深梶之助、本多庸一、奥野昌綱らがいる。

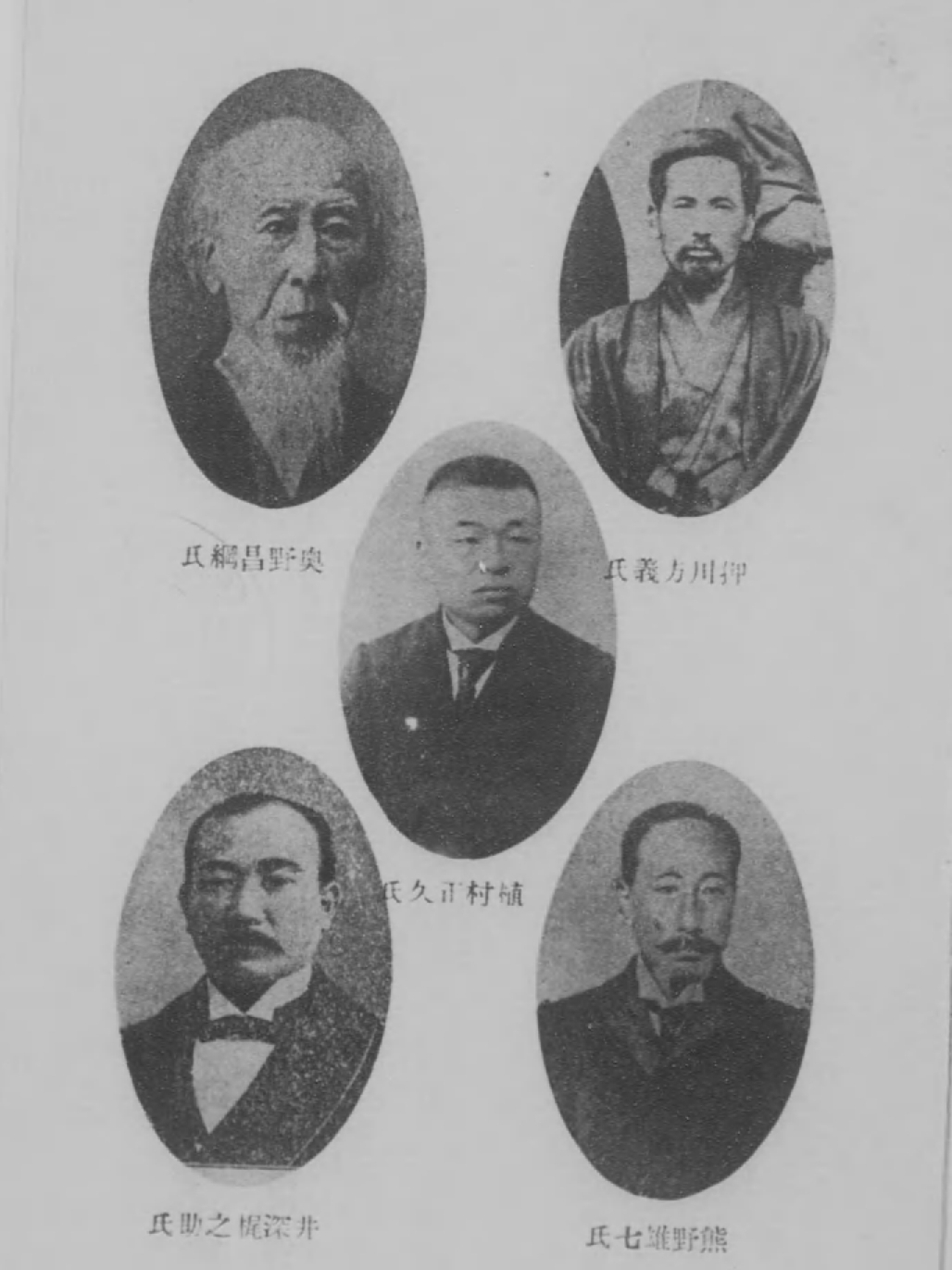
横浜バンドの教え子たち

ブラウンは1872年9月28日の書簡で日本基督公会について述べていった。「神よ願わくは、日本におけるキリスト教の発達に関心を持つ者として、同一なる公会の精神と統一した目的とに結合されて、キリスト教国における教会の美をはばむ分派をば、できるかぎり、この国から排除せられんことを。そして、もし、ただ組合教会とか、長老教会とか、リフォームド教会とかの相違が、異教徒に見えないよう、かくされてしまって、教会のこれらの分派が、少しもあらわれずに……すべてのものが、ひとりの共通の『主』と『かしら』につらなって、一つの教壇に立ちうるようになったならば、わたしたちの後から日本に来るものは、どんなに幸いでありましょう。」これは公会主義として理想化されており、合同教会、エキュメニズムを肯定的にとらえる立場の人にとって、日本基督教団の成立は、公会主義の成就であるとみなされている。

## 日本語文献
- 『S・R・ブラウン書簡集 幕末明治初期宣教記録』 高谷道男編訳、日本基督教団出版局、1965年、再版1980年
- 『元始（はじめ）に言霊あり 新約聖書約翰傳全〈現代版〉 禁教下の和訳聖書ヨハネ伝』

ヘボンと奥野昌綱との共編著（久米三千雄編・校注、キリスト新聞社、2015年）
- 『S・R・ブラウン会話日本語 複製と翻訳・研究 幕末の日本語研究』加藤知己・倉島節尚編・解説、三省堂、1998年
- ウィリアム・グリフィス『われに百の命あらば　中国・アメリカ・日本の教育にささげたS.R.ブラウンの生涯』 渡辺省三訳、キリスト新聞社、1985年。伝記